# Jan van Borssum Buisman

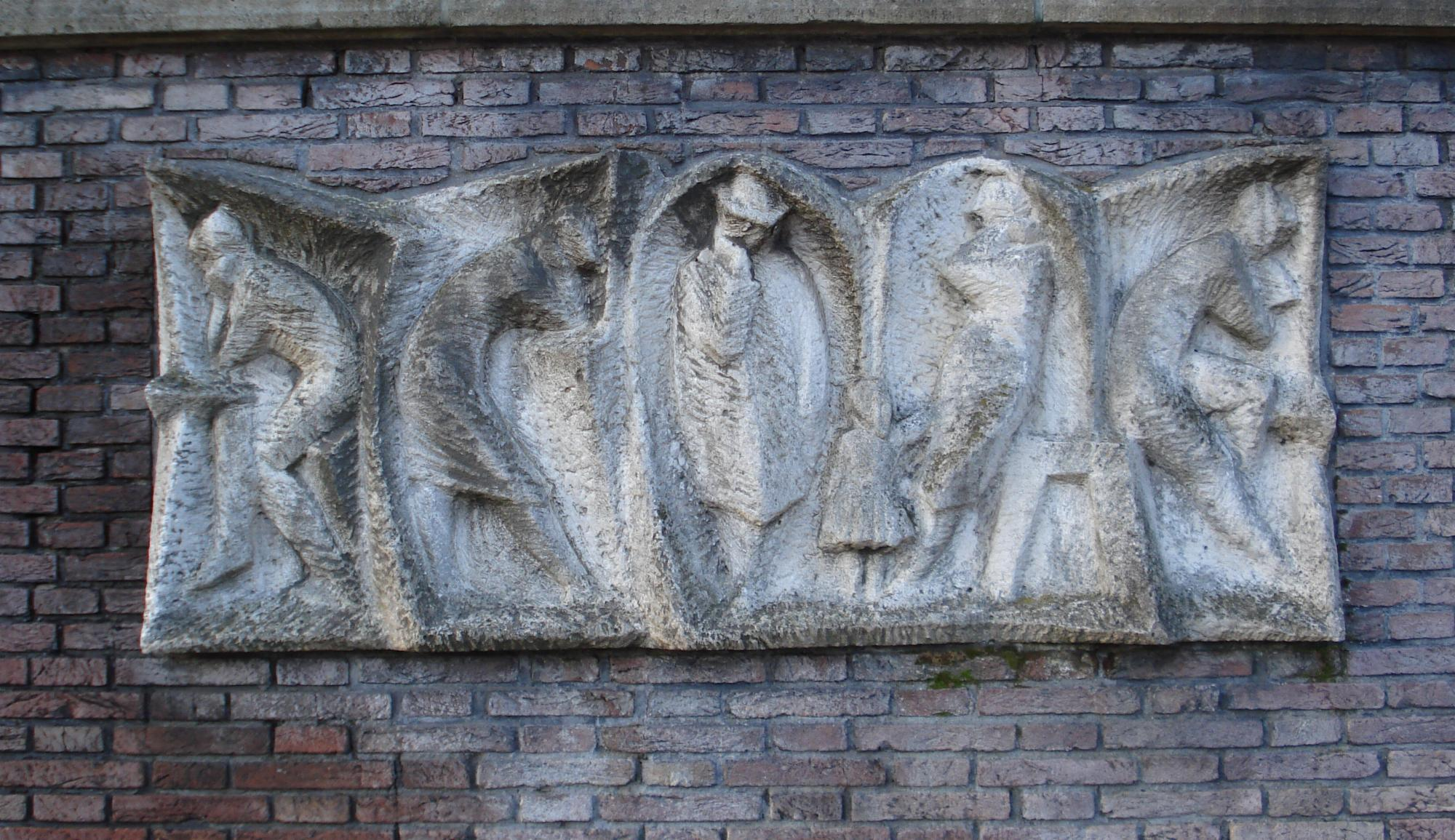
Relleu a Vlaardingen

Jan Hendrik van Borssum Buisman (Haarlem, 1919 – 23 de febrer de 2012) fou un pintor neerlandès del segle xx.

## Biografia
Segons el Rijksbureau voor Kunsthistorische Documentatie (RKD; en català, Institut Neerlandès per a la Història de l'Art), Jan Hendrik van Borssum Buisman va ser fill del pintor Hendrik van Borssum Buisman. Nasqué a la Fundatiehuis durant l'estada del seu pare en ella, ja que era conservador del Museu Teyler.
Durant la Segona Guerra Mundial va ser un agent secret que treballà en el Zwitserse weg i va ser condecorat amb l'Orde d'Orange-Nassau, la Creu Commemorativa de la Resistència i la Creu del combatent voluntari de la Resistència. Al seu germà Garrelt se li atorgà l'Orde Militar de Guillem. Després de la guerra serví Bernat de Lippe-Biesterfeld com a membre del personal entre 1945 i 1946. Posteriorment, va tornar a Haarlem, on va esdevenir membre del grup de pintors Kunst zij ons doel.
El 1952 va ser nomenat kastelein del Museu Teyler, tal com el seu pare havia estat. Va mantenir seu taller a l'antic observatori astronòmic del Museu Teyler i el 1972 va ser nomenat conservador adjunt de la col·lecció d'art. Visqué a la Fundatiehuis fins que es va retirar, moment en què es va traslladar a una casa contigua.